# Manu Dibango
Emmanuel N'Djoké Dibango noto come Manu Dibango (Douala, 12 dicembre 1933 – Parigi, 24 marzo 2020) è stato un compositore, polistrumentista e cantante camerunese.

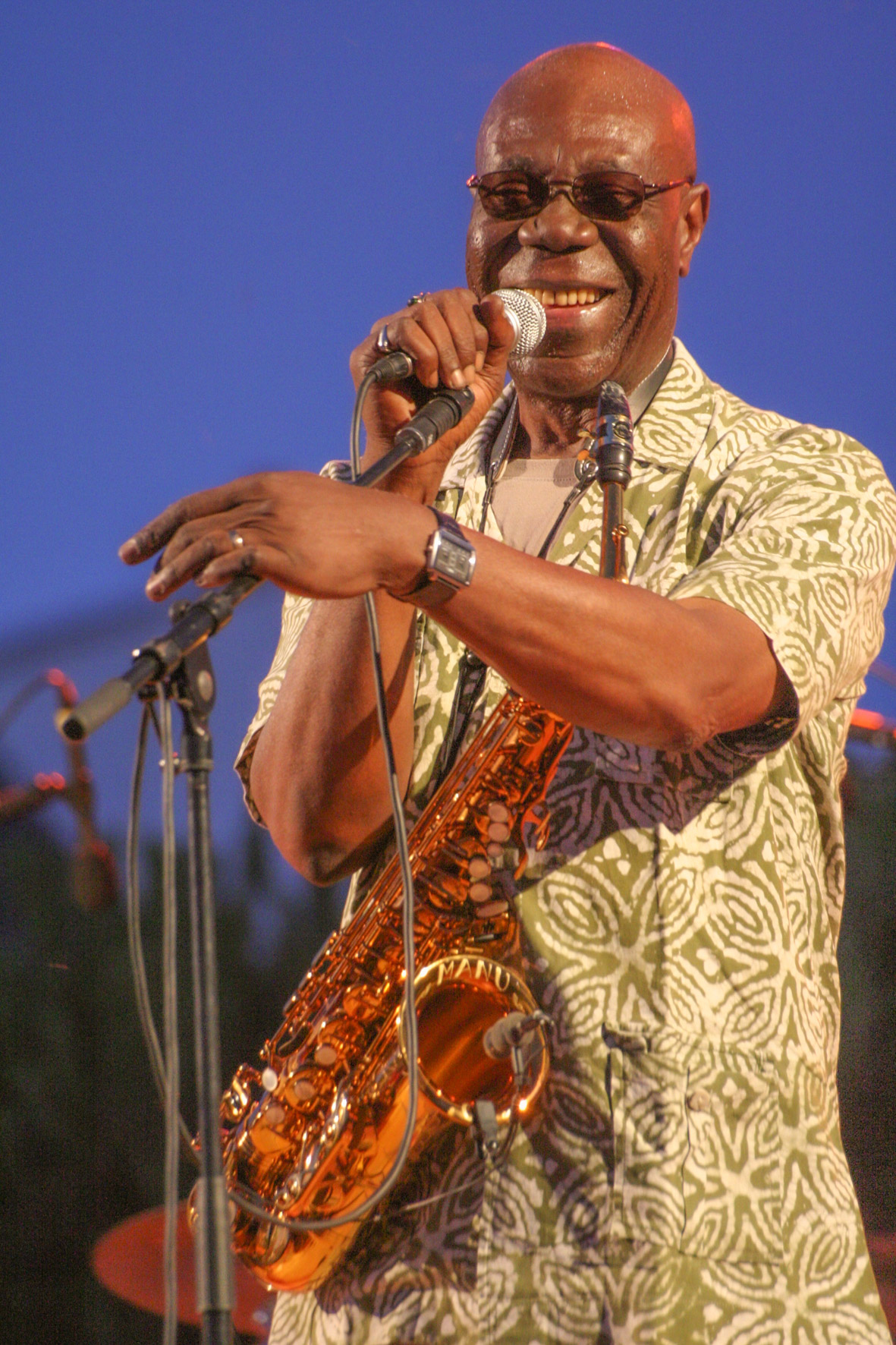
Manu Dibango nel 2006.

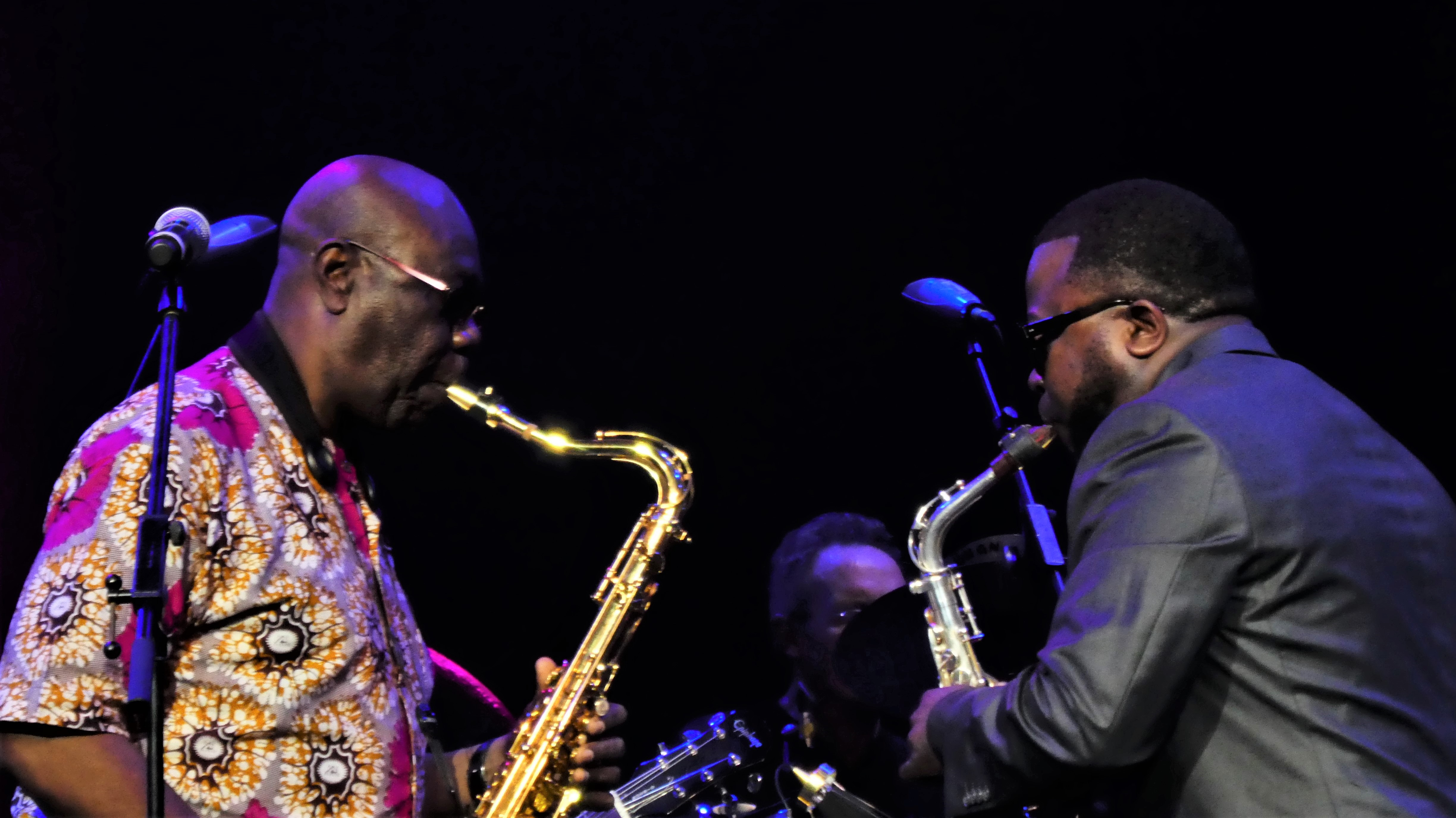

Sviluppò uno stile fusion che fonde contaminazioni jazz, soul e funk con la musica tradizionale camerunese.

## Biografia
Apparteneva al gruppo etnico Yabassi; la madre era invece di etnia Duala.
Dibango collaborò con molti artisti del panorama della world music, del pop e dell'afrobeat fra cui Fela Kuti, Herbie Hancock, Bill Laswell, Bernie Worrell, Ladysmith Black Mambazo, Sly & Robbie, Eliades Ochoa, Enzo Avitabile e Jovanotti.  Realizzò una vasta discografia personale includente quello che alcuni critici considerano il primo album di disco music della storia, Soul Makossa.
Manu Dibango è morto a 86 anni il 24 marzo 2020 a Parigi, per complicazioni da COVID-19.

## Discografia parziale
- Soul Makossa (1972) Unidisc
- 1972 - African Voodoo (PSI, PSI 3036)
- Oboso (1973) London Records
- Makossa Man (1974) Atlantic Records
- Makossa Music (1975)
- Manu 76 (1976) Decca Records
- Super Kumba (1976) Decca Records
- A l'Olympia (1977) Fiesta Records[3]
- Afrovision (1978) Island Records
- Sun Explosion (1978) Decca Records
- Gone Clear (1980) Mango Records
- Ambassador (1981) Mango Records
- Electric Africa (1985) Celluloid Records
- Afrijazzy (1986)
- La fete a Manu (1988)
- Deliverance (1989) Afro Rhythmes
- Happy Feeling (1989) Sterns Africa
- Rasta Souvenir (1989) Disque Esperance
- Polysonik (1992)
- Live '91 (1994) Stern's Music
- Wakafrika (1994) Giant Records
- CubAfrica (con Eliades Ochoa) (1998)
- Kamer Feeling (2001) JPS Production
- From Africa (2003) Blue Moon
- Lion of Africa (2007) Global Mix
- Past Present Future (2011) BorderBlaster
- Ballad Emotion (2012) Konga Music
- Balade en Saxo (2014) EGT

## Filmografia
- L'Herbe sauvage, regia di Henri Duparc - musiche (1990)